# Скубики
Скубики (пол. Skubiki) — село в Польщі, у гміні Беляви Ловицького повіту Лодзинського воєводства.
Населення — 50 осіб (2011).
У 1975-1998 роках село належало до Скерневицького воєводства.

## Демографія
Демографічна структура станом на 31 березня 2011 року:
|          | Загалом | Допрацездатний вік | Працездатний вік | Постпрацездатний вік |
| -------- | ------- | ------------------ | ---------------- | -------------------- |
| Чоловіки | 24      | 4                  | 16               | 4                    |
| Жінки    | 26      | 6                  | 13               | 7                    |
| Разом    | 50      | 10                 | 29               | 11                   |